# بیرک علیا
بیرک علیا یک روستا در ایران است که در دهستان سنگر (فاروج) واقع شده‌است. بیرک علیا ۳۶۷ نفر جمعیت دارد.